# Amelia Mirel
Amelia Mirel o Alma Bambú (Buenos Aires, 30 de enero de 1901 - íd., 15 de junio de 1987) fue el seudónimo de Antonieta Amelia Rugiero, una de las primeras vedettes, cantantes y actrices de cine mudo argentinas. También se desempeñó como directora teatral en su vejez. Después de hacer aproximadamente veinte películas, Mirel cambió su nombre artístico a Alma Bambú y comenzó a bailar en revistas musicales y espectáculos burlescos.

## Carrera

### Comienzos profesionales
Antonieta Amelia Rugiero —tal su verdadero nombre— nació en Buenos Aires el 30 de enero de 1901. Estudió canto y trabajó como modelo en una casa de disfraces. Mirel participó en una docena de filmes de la cinematografía argentina no parlante. Se inició en el cine en 1922 a través de la empresa cinematográfica de Federico Valle, Valle y Cía, a través de la cual protagonizó Allá en el sur, Jangada florida y Patagonia, a menudo encarando papeles de «oveja descarriada que vuelve al redil». Caracterizada por aparecer siempre con maquillaje excedente, y agraciada por su particular belleza, pronto se consolidó según la prensa de la época como una «promesa» cinematográfica y teatral.
Protagonizó unas 20 películas mudas junto con personalidades destacadas de ese momento, como Nelo Cosimi, Felipe Farah, Yolanda Labardén, Héctor Míguez y Arauco Radal, y hasta fue compañera cinematográfica del cantante Carlos Gardel. De acuerdo con el diario La Prensa, también logró una «destacada actuación» en Carne de presidio (1924) en su corto papel de la chica ciega, y tuvo un rol sugerente en un filme calificado como «casi pecaminoso»: Midinettes porteñas (1925).

### Consagración
A partir de 1928, y ante la incipiente aparición del cine sonoro, decidió cambiar su nombre artístico a Alma Bambú, ya que no quería que el renombre que había conseguido en cine se opacara en el teatro. Los intérpretes fotogénicas pronto comenzaron a ser reemplazadas por las que, además, contaban con una buena voz. Comenzó entonces a trabajar como partiquina en el Teatro Ópera, donde se hacían revistas musicales. A los tres meses, se convirtió en la primera vedette en una compañía teatral junto a los capocómicos Marcos Caplán y Pepe Arias. Después, la contrataron para trabajar en Europa y cantó junto con Carlos Gardel en el Teatro Empire de París y en el Moulin Rouge, acompañada por un coro de cuarenta gauchos y cuarenta paisanas. Regresó nuevamente a Buenos Aires en enero de 1929; para ese entonces, Mirel era portada de las revistas de la época.

### Accidente, declive y vida posterior
A comienzos de los años de 1930, sufrió un drástico accidente automovilístico —un automóvil la atropelló en Buenos Aires— que la dejó postrada largo tiempo y le acarreó graves secuelas pulmonares y vocales que le imposibilitaron continuar con su carrera artística. Volvió como actriz exclusivamente radial en radio Rivadavia y formó junto con José Armagno Cosentino la Compañía Elevación, en la que participó Mario Fortuna.
También hizo el radioteatro El milagro para Stella Maris, junto con Enrique del Cerro.
Imposibilitada de regresar a la actuación como antes, se convirtió en directora teatral hasta sus últimos años y pronto se volvió bien conocida por sus espectáculos bizarros y estridentes. Fue dueña del Teatro El Vitral, ubicado en la calle Rodríguez Peña 344 entre Sarmiento y Corrientes —aún existente—, en el que había funcionado el local de baile Salón Rodríguez Peña, donde estrenó obras como El petiso orejudo, La cenicienta y La dama de las camelias. También dirigió la Compañía de Comedias Cómicas durante cinco años consecutivos en conjunto con Humberto de la Rosa, con el que se presentó en teatros porteños y en el Teatro Español de Azul, y estrenó piezas como Ha entrado un hombre desnudo (1948) de Darwin Camacho García. Se focalizó en el teatro para niños y programó una sala en el subsuelo de una galería sobre la calle Callao llamada La Cueva, frente al Hotel Savoy, donde hizo su debut Coccinelle, la primera transexual del mundo. 
En 1955, estrenó en el Teatro Ateneo la obra Crepúsculos en otoño con María Aurelia Bisutti y Angelina Pagano. En 1961, promovió autores locales en el Ciclo de Dramática Argentina, donde hizo una declaración de principios: «Únicamente la creación, no la imitación, es acto de cultura. Y la cultura trae implícita la formación de una conciencia colectiva, no la simple información del conocimiento adquirido... Con este hacer daremos a la cultura universal nuestro aporte. Imitando lo foráneo, solo recibimos el resplandor a veces deslumbrante de lo que no nos pertenece por derecho». El repertorio del ciclo incluía obras de José de Thomas, Francisco Charmiello, Vitto de Martini, José Martínez Gallardo y José Luis Carrizo, dirigidas muchas de ellas por Edgardo Cané. En 1974, como directora teatral, produjo la obra La cenicienta estrenada en el Teatro Municipal General San Martín y, paralelamente, actuó en una obra junto con Carlos Olivares llamada Tío Trapo, de Bernardo Graiver.
Murió en 1987, a los 86 años, en su domicilio de la calle Callao 441, completamente apartada de la escena nacional. Sus restos fueron inhumados en el cementerio de la Chacarita. En lo que refiere a su vida personal, contrajo matrimonio en 1929 vía Uruguay y tuvo un hijo, Carlos Scolni, que se desempeñó más tarde como abogado.

## Filmografía

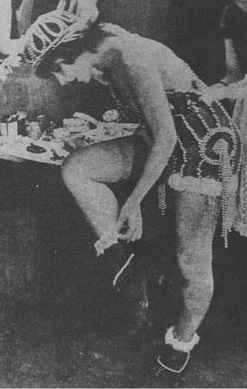
Amelia Mirel ―muy posiblemente de más de 20 años de edad― en la película muda Midinettes porteñas (1925).

- 1921: Ave de rapiña
- 1922: Allá en el sur
- 1922: Jangada florida
- 1922: Patagonia
- 1923: Escándalo a medianoche[9]
- 1923: La leyenda del Puente Inca[10]
- 1925: Midinettes porteñas
- 1923: Fausto
- 1924: Carne de presidio
- 1925: Muñecos de cera
- 1925: Criollo viejo
- 1930: El penado catorce
- 1941: La casa de los cuervos